# 圣马丹德布拉尼
圣马丹德布拉尼（法語：Saint-Martin-de-Blagny，法語發音：[sɛ̃ maʁtɛ̃ də blaɲi] ⓘ）是法国卡尔瓦多斯省的一个市镇，属于巴约区。

## 地理
圣马丹德布拉尼（49°15'5"N, 0°56'52"W）面积8.89 平方千米，位于法国诺曼底大区卡爾瓦多斯省，该省份为法国西北部沿海省份，北濒大西洋英吉利海峡，东北与滨海塞纳省以海上边界相接，东临厄尔省，南至奧恩省，西与芒什省接壤。
与圣马丹德布拉尼接壤的市镇（或旧市镇、城区）包括：贝尔内斯克、拉福利、勒莫莱-利特里、吕贝尔西、埃勒河畔圣玛格丽特、索内、图尼耶尔。

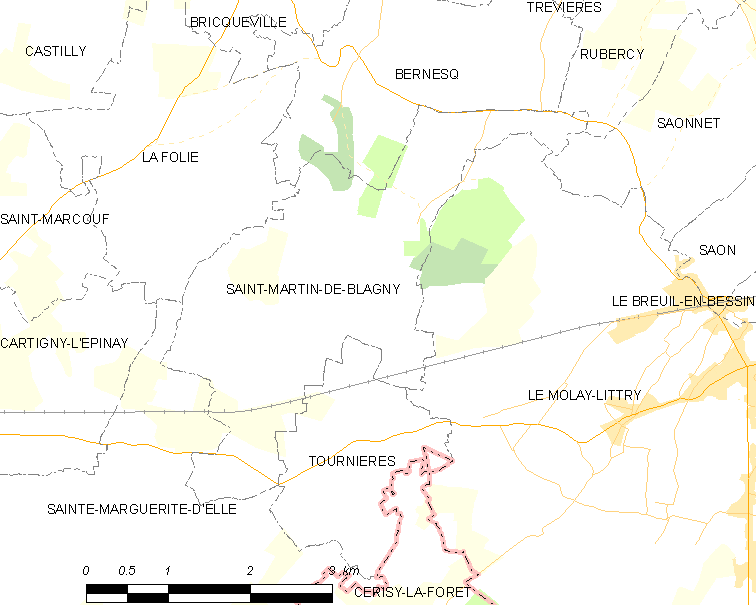
圣马丹德布拉尼的OSM定位图

圣马丹德布拉尼的时区为UTC+01:00、UTC+02:00（夏令时）。

## 行政
圣马丹德布拉尼的邮政编码为14710，INSEE市镇编码为14622。

## 政治
圣马丹德布拉尼所属的省级选区为特雷维耶尔县。

## 人口

1962-2008年间圣马丹德布拉尼人口变化图示

圣马丹德布拉尼于2022年1月1日时的人口数量为120人。